# Satoshi Tokizawa
Satoshi Tokizawa (常澤 聡 Tokizawa Satoshi?, nacido el 31 de julio de 1985 en Gunma) es un futbolista japonés que se desempeña como guardameta.

## Trayectoria

### Clubes
| Club                | País  | Año         |
| ------------------- | ----- | ----------- |
| Tokyo Verdy         | Japón | 2004 - 2006 |
| Thespa Kusatsu      | Japón | 2007 - 2010 |
| FC Tokyo            | Japón | 2011 - 2012 |
| Montedio Yamagata   | Japón | 2013 - 2014 |
| FC Gifu             | Japón | 2015 - 2017 |
| Thespakusatsu Gunma | Japón | 2018 -      |

## Estadística de carrera

### J. League
| Club              | Año   | J. League | J. League | Copa J. League | Copa J. League | Total | Total |
| Club              | Año   | Part.     | Goles     | Part.          | Goles          | Part. | Goles |
| ----------------- | ----- | --------- | --------- | -------------- | -------------- | ----- | ----- |
| Tokyo Verdy       | 2004  | 0         | 0         | 0              | 0              | 0     | 0     |
| Tokyo Verdy       | 2005  | 0         | 0         | 0              | 0              | 0     | 0     |
| Tokyo Verdy       | 2006  | 0         | 0         | -              | -              | 0     | 0     |
| Thespa Kusatsu    | 2007  | 0         | 0         | -              | -              | 0     | 0     |
| Thespa Kusatsu    | 2008  | 1         | 0         | -              | -              | 1     | 0     |
| Thespa Kusatsu    | 2009  | 16        | 0         | -              | -              | 16    | 0     |
| Thespa Kusatsu    | 2010  | 27        | 0         | -              | -              | 27    | 0     |
| FC Tokyo          | 2011  | 0         | 0         | -              | -              | 0     | 0     |
| FC Tokyo          | 2012  | 0         | 0         | 0              | 0              | 0     | 0     |
| Montedio Yamagata | 2013  | 35        | 0         | -              | -              | 35    | 0     |
| Montedio Yamagata | 2014  | 0         | 0         | -              | -              | 0     | 0     |
| FC Gifu           | 2015  | 0         | 0         | -              | -              | 0     | 0     |
| FC Gifu           | 2016  | 18        | 0         | -              | -              | 18    | 0     |
| FC Gifu           | 2017  | 7         | 0         | -              | -              | 7     | 0     |
| Total             | Total | 104       | 0         | 0              | 0              | 104   | 0     |